# 東方州
東方州（とうほうしゅう、西: Provincia Oriental）はホセ・ヘルバシオ・アルティガスがバンダ・オリエンタルを占領した時に新たに行政組織として再編した州である。現在のウルグアイの領域とほぼ同一であり、連邦同盟の主要な州だった。1815年にはアルティガスの支配地でラテン・アメリカ初の土地改革が行われた。
1816年にポルトガル軍の侵攻により占領され、1820年にアルティガスが敗北した後1821年にはシスプラチナ州としてポルトガルに、後にはブラジル帝国の一部に組み込まれた。
アルティガスの副官だったアントニオ・ラバジェハ将軍はブラジル帝国に占領された祖国を解放するためにブエノスアイレスで雌伏し、1825年、33人の東方人を率いて シスプラチナ州と改称されていたバンダ・オリエンタルに上陸し「独立か死か」と書かれた33人の東方人の旗を掲げてブラジル相手に二度目の独立戦争を開始した。
ラバジェハ率いる東方人は、東方州とアルゼンチンとの合併を求めていたが、1828年、ラ・プラタ川の両岸をアルゼンチンが保有することを恐れたイギリスの仲介により、モンテビデオ条約が結ばれ、東方州はウルグアイ東方共和国としての独立が決まった。このことはブラジル皇帝ドン・ペドロI世の失脚の原因ともなった。

?アルティガスの旗。連邦同盟と東方州の旗でもあった。（1815年〜1820年）
ホセ・ヘルバシオ・アルティガスの定めた東方州の紋章
?東方州の旗（1825年〜1828年）
?ウルグアイ東方共和国の旗（1828年〜1830年）